# Alice Eastwood
Alice Eastwood (Toronto, 19 gennaio 1859 – San Francisco, 30 ottobre 1953) è stata una botanica canadese naturalizzata statunitense.
Nota come una delle botaniche più importanti della sua generazione, pubblicò oltre 300 articoli scientifici e diede il nome a 395 specie di piante terrestri.

## Biografia
Nacque il 19 gennaio 1859 a Toronto da Colin Skinner Eastwood ed Eliza Jane Gowdey Eastwood. Suo padre lavorava al Toronto Asylum for the Insane. Dopo aver perso la madre all'età di sei anni, trascorse l'infanzia da alcuni parenti e al convento di Oshawa a Toronto. Nel 1973 si trasferì con i fratelli e il padre a Denver, in Colorado. Nel 1879 si diplomò come valedictorian alla East Denver High School, dove poi insegnò per dieci anni.
Studiò botanica da autodidatta, attraverso alcuni manuali tra cui il Gray's Manual e la Flora of Colorado. All'inizio della sua carriera fece da guida ad illustri botanici dell'epoca nelle loro spedizioni, tra cui Alfred Russel Wallace e Theodore Dru Alison Cockerell, grazie al quale divenne membro della Colorado Biological Association.
Nel 1891 venne assunta da Mary Katharine Brandegee, curatrice del dipartimento di botanica presso la California Academy of Sciences, a lavorare nell'erbario dell'accademia come sua assistente. Eastwood accettò l'anno successivo e dal 1894 divenne direttrice del dipartimento di botanica, posizione che mantenne fino al suo pensionamento nel 1949. 
Morì a San Francisco il 30 ottobre 1953. La California Academy of Sciences conserva una collezione dei suoi documenti e delle sue opere.

## Carriera
Appassionata escursionista, fece parecchie spedizioni botaniche in Colorado, specialmente nella regione di Big Sur, dove scoprì diverse piante tra cui la Potentilla hickmanii, e in quella dei Four Corners, dove divenne amica della famiglia Wetherill che la ospitò spesso all'Alamo ranch di Mesa Verde.
Nel 1907, dopo un violento terremoto che si abbatté su San Francisco, si verificò un incendio che distrusse gli edifici dell'accademia. In quel frangente, Eastwood riuscì a salvare la collezione di 1497 esemplari tipo, calandoli da una finestra usando il suo grembiule. Gli esemplari e i registri che salvò erano quasi tutto ciò che sopravvisse della collezione dell'accademia.
In attesa che l'accademia venisse ricostruita, Eastwood studiò gli erbari in Europa e in altre regioni degli Stati Uniti, tra cui il Gray Herbarium ad Harvard, il New York Botanical Garden, il MNHN di Parigi, il British Museum e i Kew Gardens. Nel 1912, con il completamento delle nuove strutture dell'accademia al Golden Gate Park, tornò a ricoprire il ruolo di direttrice del dipartimento e ricostruì la parte perduta della collezione. Successivamente partecipò a numerose spedizioni negli Stati Uniti occidentali, tra cui Alaska, Arizona, Utah e Idaho.
A partire dal 1928 accompagnò la collega Susan Delano McKelvey in diverse spedizioni di raccolta nel sud-ovest della California. Nel 1942 aveva ricostruito completamente e ampliato la collezione botanica dell'accademia, che contava oltre 340.000 esemplari.
Durante la sua carriera pubblicò oltre 310 articoli scientifici e lavorò anche come redattrice della rivista biologica Zoe e come assistente redattrice per Erythea. Nel 1932 fondò, assieme al suo assistente John Thomas Howell, la rivista Leaflets of Western Botany. Negli anni 1890 diresse il San Francisco Botanical Club e nel 1929 contribuì alla fondazione dell'American Fuchsia Society.